# Solariella textilis
Solariella textilis là một small ốc biển sâu, là động vật thân mềm chân bụng sống ở biển trong họ Solariellidae.